# 山葉TZR
山葉TZR為日本山葉發動機公司所研發生產的一系列摩托車，為該公司1960-90年代當家的二行程運動型機種，也是RZ系列的後繼車。搭載水冷二行程引擎，進汽方式為曲軸箱簧片閥。裝配有如賽車的全覆式整流罩，其設計理念是以平民化為考量，日系共有50cc、125cc、250cc三個系列.其中以TZR250為市場主力。
TZR250從89年開始，引擎車體皆與市售賽車山葉TZ有許多共通規格，相容性極高。日本當地有許多250cc-400cc等級的競賽，皆是以改裝過後的市售250為主，TZR是其中一種。海外方面，BELGARDA YAMAHA(義大利YAMAHA)所研發的TZR125RR，不同於日規TZR125，擁有相當優良的配備及性能。泰國方面另有姊妹車款TZM150，因應泰國法規而研發150cc。為泰國HONDA NSR150之對手車。
關於車名，"T"就是Two-stroke cycle兩衝程循環引擎，"Z"代表終極、究極之意，"R"即是Road Race、Racing，道路賽車之意。

## TZR250

### 初代

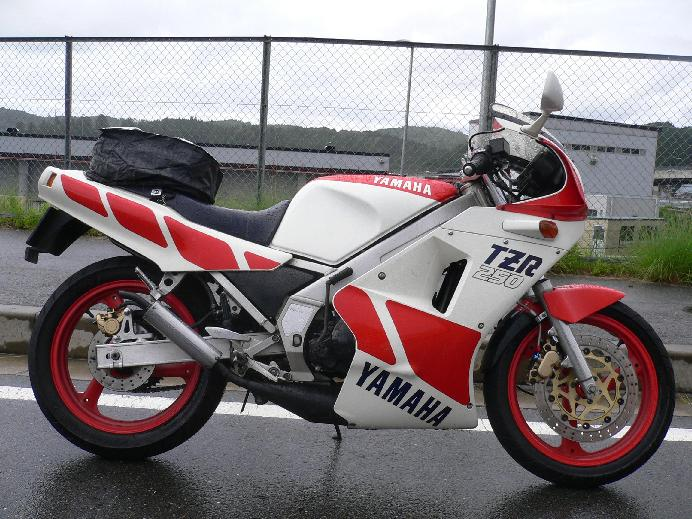
TZR250 1KT

1985年11月上市。引擎型式(代號)1KT。售價54萬5000日圓。
車主間有人稱其為「前方排氣」，作為跟後繼車款TZR250 3MA的區分。
整體設計概念源自於同年市售賽車TZ250 1RK，但騎姿上做了大幅度的更改，以符合大眾的騎乘條件。
為了對抗當時的對手車款HONDANS250R以及SUZUKIRG250Γ，同等TZ250，採用了DELTABOX鋁合金環抱式車台、搖臂、
多連桿避震系統、全覆式整流罩等設計。特別的是，前後17英吋中空三幅鋁合金輪框，是當時的首創。
當然也裝置了由YAMAHA獨家研發的電子控制式可變排汽閥系統YPVS(YAMAHA Power Valve System)，
低轉速扭力充沛，加速動力帶相當的寬廣，可輕鬆做到人車一體的駕馭，比起前代機種RZ250R有著更高的性能。最高馬力仍是規制上限的45ps。
透過YEC F-3競技套件的改裝，有60ps的潛在動力。
1986年10月，推出了萬寶路配色的特別限定車款(2AW)，售價54萬9000日圓。前煞車為單碟系統，配備SUMITOMO對向四活塞卡鉗。
1988年推出後期型小改款，引擎型式2XT，外觀所見雖沒有很大的變化，但CDI已進化為數位電子控制式、前後框胎寬幅化、並使用了電鍍陶瓷汽缸，
提升引擎整體性能，以抗衡同期對手廠主力車款NSR250、RGV250的改款進化。但僅僅販售短短一年，受到人氣車款NSR250的影響，產量有限，至今尚存的2XT
寥寥無幾。在中古市場方面，因1KT車主有改裝強化的需求，亦有以高價位買賣2XT的車體及引擎的情況。
另有同樣搭載初代TZR 1KT引擎的公道兼越野多功能車TDR250(1988年販售)、NK型的街跑車R1-Z(1990年販售)
而YMT(台灣山葉)於1986年上市的RZR135追風，其整流罩在造型以及外裝配色上，都是源自1KT，坊間亦有推出許多改裝品，使RZR135在外觀上能仿造1KT到一定的程度。
1KT的誕生，奠定了許多YAMAHA日後市售車的配備標準，例如空心三幅鋁框、對四卡鉗、小六孔浮動碟盤、DELTABOX車台、鋁合金搖臂等，
相較於前一年上市的RZV500(RD500)，TZR250 1KT做了更多突破性的研發，是YAMAHA當時主打的2T REPLICA(賽車仿製品)，4T則是FZ400R。

### 二代

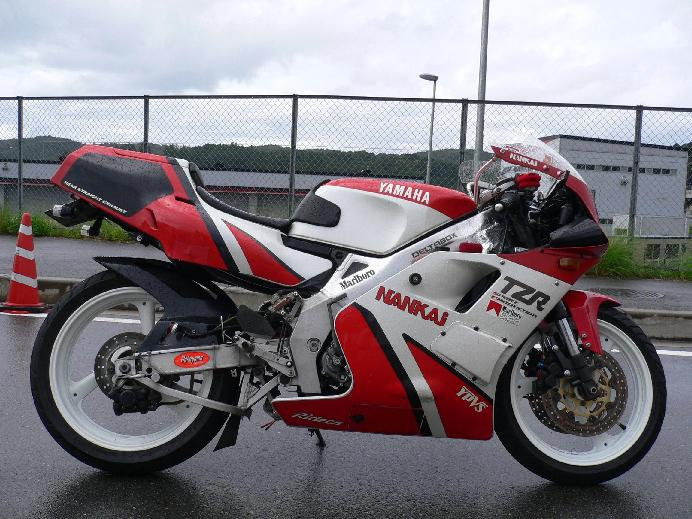
TZR250 3MA

1989年2月販售。引擎型式3MA。售價61萬9000日圓。
"3MA"的由來是源自於「秋刀魚」(日語さんま.讀音SAN-MA)，有可能是排氣管形狀酷似秋刀魚的緣故。也因僅此款引擎的特徵，所以有「後方排氣」的通稱。
一般的摩托車，吸汽裝置都是位於引擎的後方，而排氣則配置於引擎前方，3MA卻採用了同期的市售賽車TZ250與一般車相反的系統，引擎前方裝置化油器吸汽、
後方裝置排氣管的系統，在外觀上最大的特徵就是尾殼設有排氣出口，另外、配有分離把護弓(頭罩兩端的紅色弓形小殼)的整流罩，其流線造型讓人一眼就會認為是YAMAHA的車，這種外型有許多的愛好者。從3MA型式開始，前制動系統改為雙碟煞系統。

## 關聯項目
- 山葉TZ
- 山葉追風135